# Camarina (cocardier)
Pour la cité antique de Sicile, voir Camarina.
Camarina est un taureau cocardier de race camarguaise. Élevé au sein de la manade Chauvet, il remporte le Biòu d'or en 2005, 2007 et 2008. Il est né en 1995.

## Famille
Il est le fils de la vache La Dure et du taureau Cassieu.

### Manade
Il appartient à la manade Chauvet, qui a son siège à Noves.

## Carrière
Il prend sa retraite en 2010, à l'âge de quinze ans. Il aura couru 65 courses tout au long de sa carrière.

### Palmarès
Il est le seul à avoir remporté simultanément le biòu d'or et le titre de meilleur taureau de la finale des As (en 2005), et le seul à avoir porté quatre fois consécutivement ce dernier titre.
- 2000 :
  - Trophée des charretiers à Rognonas
  - Trophée de la Cerise d'or à Remoulins
  - Trophée du Gland d'or à Montfrin
  - Trophée de la Saint-Roch aux Paluds-de-Noves

- 2001 :
  - Prix Émile-Bros de la ville de Sommières
  - Prix de la saison à Montfrin
  - Trophée de l'Avenir aux arènes de Châteaurenard
  - Prix du taureau le plus spectaculaire des révélations  aux Arènes Louis Thiers de Saint-Martin-de-Crau

- 2003 :
  - Trophée des Maraîchers aux arènes de Châteaurenard
  - Prix Joseph-Rossi
  - Meilleur taureau de la finale du Trophée des As

- 2005 :
  - Trophée du Melon d'or à Cavaillon
  - Meilleur taureau du Trophée des Impériaux aux arènes des Saintes-Maries-de-la-Mer le 14 août
  - Prix Joseph-Rossi
  - Biòu d'or
  - Meilleur taureau de la finale du Trophée des As

- 2006 :
  - Meilleur taureau du Trophée Douleau aux arènes d'Arles
  - Prix Joseph-Rossi
  - Meilleur taureau de la finale du Trophée des As

- 2007 :
  - Palme d'or aux arènes Paul-Laurent de Beaucaire
  - Trophée des Maraîchers
  - Prix Joseph-Rossi
  - Trophée des Vignerons aux arènes Jean-Brunel de Vauvert

- 2008 :
  - Palme d'or aux  à Beaucaire
  - Meilleur taureau du Trophée Jean-Lafont à Nîmes
  - Trophée des Maraîchers
  - Trophée des Vignerons à Vauvert
  - Biòu d'or

## Hommage
Une statue à son effigie a été érigée à Sénas.